# Planalto da Serra
Planalto da Serra este un oraș în Mato Grosso (MT), Brazilia.